# Rasenkrankheiten
Verschiedene Rasenkrankheiten können die Gräser eines Rasens oder einer Weide befallen. Diese Krankheiten sind oftmals Pilze, können aber auch durch Schädlinge im Rasen hervorgerufen sein.
Auslöser von Rasenkrankheiten sind häufig mangelnde oder falsche Nährstoffversorgung (Düngung), falsches Wässern (zu kurz und zu häufig), mangelnde Belüftung, verfestigter Untergrund, falscher Rasenschnitt (zu kurz und zu häufig). Oftmals kommt auch die Witterung als Auslöser einer Rasenkrankheit in Betracht.

## Pilzkrankheiten im Rasen
- Schneeschimmel
- Dollarflecken-Krankheit
- Schwarzbeinigkeit
- Echter Mehltau
- Rotspitzigkeit
- Rostkrankheit
- Blattfleckenkrankheit
- Wurzelhalsfäule
- Hexenringe
- Fusarium
- Anthracnose